# Associació Libanesa de Futbol
L'Associació Libanesa de Futbol, també coneguda per les sigles LFA (en anglès: Lebanese Football Association, en àrab: الاتحاد اللبناني لكرة القدم) és l'òrgan de govern del futbol al Líban. Va ser fundada l'any 1933 i està afiliada a la Federació Internacional de Futbol Associació (FIFA) i a la Confederació Asiàtica de Futbol (AFC) des de 1936 i 1964 respectivament.
El 1978, la LFA es va integrar a la Unió d'Associacions de Futbol Àrabs, l'òrgan de govern del futbol dels països que formen part de la Lliga Àrab.
El 2001, la LFA va ser una de les sis federacions fundadores de l'Associació de Futbol de l'Àsia Occidental (WAFF), una de les cinc zones geogràfiques en les quals està dividida l'AFC.
La LFA és la responsable d'organitzar el futbol de totes les categories, incloses les de futbol femení, futbol sala i les respectives seleccions nacionals.
El 1934, la LFA va fundar la Lliga libanesa de futbol (en anglès: Lebanese Premier League), que és la principal lliga del país i la disputen dotze equips.
La principal competició per eliminatòries és la Copa Libanesa de futbol (en anglès: Lebanese FA Cup), que va ser creada el 1938.
El 1996, la LFA va crear la Supercopa libanesa de futbol, una competició a partit únic que enfronta els campions de lliga i copa.